# Gråhede (Ådum Sogn)
 For alternative betydninger, se Gråhede. (Se også artikler, som begynder med Gråhede)
Gråhede er en mindre bebyggelse i Ådum Sogn beliggende omtrent 2 km vest for Ådum og 5 km sydøst for Tarm. 
Tidligere var der 7 selvstændige gårde. I 2010 er der et enkelt aktivt landbrug tilbage, samt to deltidslandbrug og fire huse/bebyggelser.
|  | Denne artikel om lokaliteten Gråhede (Ådum Sogn) kan blive bedre, hvis der indsættes et (bedre) billede. Du kan hjælpe ved at afsøge Wikimedia Commons for et passende billede eller lægge et op på Wikimedia Commons med en af de tilladte licenser og indsætte det i artiklen. |

55°52′20″N 08°33′20″Ø / 55.87222°N 8.55556°Ø